# Магуайр, Стивен
Сти́вен Магуа́йр (англ. Stephen Maguire; род. 13 марта 1981, Глазго) — шотландский профессиональный игрок в снукер.

## Карьера
Стивен Магуайр был чемпионом мира среди любителей и всегда считался одним из самых ярких юниоров, но лишь в 2004 году сумел реализовать свой потенциал. В 15 лет, успев выиграть немало юниорских и любительских турниров, он становится партнёром того, чьей игрой всегда восхищался — Стивена Хендри. Магуайр приезжал из Глазго в клуб в Стирлинге с одной целью — победить чемпиона мира, хотя по его собственным словам, очень долго его тренировки заключались только в вынимании шаров из луз для Хендри. Однако спарринг с величайшим игроком своего времени без сомнения дал юному Стивену Магуайру очень многое. В четвертьфинале чемпионата мира 2012 года он обыграет легендарного Хендри с разгромным счётом 13-2, после чего тот заявит об уходе из снукера. 
Молодой игрок заработал своё место в мэйн-туре на сезон 1999/2000, пройдя квалификацию через UK Tour и выиграв не менее десяти матчей в квалификационных раундах чемпионата мира. В свой первый профессиональный сезон он вышел в 1/16 British Open и China Open и занял строчку под номером 100 в мировом рейтинге. Кроме того, он сделал 147 очков в первом раунде Scottish Open 2000, хотя и проиграл матч. Осенью 2000 года он выиграл чемпионат мира среди любителей в Китае, а ещё два выхода в 1/16 рейтинговых турниров, включая China Open, обеспечили 52-ю строку в рейтинге.
На сезон 2001/02 пришлись поражения в первых раундах и несколько побед, в результате чего Стивен Магуайр сохранил свою позицию в рейтинге, но не улучшил её. Наилучшими достижениями сезона оказались два выхода в 1/8 финала: на British Open 2002 и на Irish Masters.
В следующем сезоне он дважды выходит в 1/8 финала: на British Open и на Irish Masters, и это позволяет ему подняться на 11 строчек в рейтинге.

### Сезон 2003/04
Новый сезон был необычен, начавшись с проигрыша в первом же матче на первом турнире LG Cup и почти так же завершившемся на предпоследнем турнире, Players Championship 2004. А в промежутке между ними Стивен Магуайр дошёл до 1/16 чемпионата Великобритании и Welsh Open, прежде чем отправиться на турнир European Open. До его 23-го дня рождения оставалась ещё неделя, и молодой игрок приготовил себе прекрасный подарок, победив на пути к финалу Питера Эбдона и Джона Хиггинса, а в самом финале — разгромил 9:3 «народного чемпиона» Джимми Уайта. Кроме того, в этом сезоне Стивен Магуайр дошёл до 1/16 чемпионата мира, но в напряжённом матче первого раунда уступил Ронни О’Салливану. Таким образом, он обеспечил себе место в Топ-32 на сезон 2004/05.

### Сезон 2004/05
Он продолжает завоёвывать репутацию одного из самых ярких и перспективных молодых игроков, подтверждая это блестящими выступлениями сезона, наивысшим достижением в котором стала победа на чемпионате Великобритании, втором по значимости турнире профессионального снукера. Он убедительно переиграл (9:6) Ронни О’Салливана в первом раунде, затем Стива Дэвиса, Стивена Ли и Марка Кинга, встретился в финале с Дэвидом Грэем и разгромил его, 10:1. Ронни O’Салливан заявил в интервью после их матча, что молодой шотландец, возможно, будет «задавать тон в игре следующие десять лет». 
 Также Магуайр дошёл до финала British Open и установил новый мировой рекорд, сделав три сенчури брейка подряд в четвертьфинале против Энтони Хэмилтона и начав следующий матч против O’Салливана ещё двумя сенчури. Таким образом, он сделал 5 сенчури подряд. Он разгромил O’Салливана — 6:1 — в полуфинале, но уступил в финале Джону Хиггинсу, 6:9.
В 1/16 чемпионата мира он вновь встречает Ронни O’Салливана, и ему почти удаётся повторить свой успех: он вел в счёте 9:7 и был весьма близок к победе, но Ронни сравнял счёт и вывел матч к контровой партии, где шотландец упустил шанс, промахнувшись по чёрному шару. O’Салливан выиграл этот матч — 10:9. Впрочем, Магуайр уже обеспечил себе третью строчку в мировом рейтинге на будущий сезон.

### Сезон 2005/06
Однако, в игре Магуайра наступил спад. Высшим достижением сезона оказался четвертьфинал турнира Welsh Open, что отразилось на рейтинге — 9 место. 
 Несмотря на неуверенное начало сезона, Магуайру удалось продемонстрировать свою лучшую игру на чемпионате мира, где он вышел в полуфинал, но проиграл ставшему в итоге чемпионом — Джону Хиггинсу. Это позволило ему надёжно закрепить свои позиции в Топ—16.

### Сезон 2007/08
В сезоне 2007/08 Стивен Магуайр на турнире Трофей Северной Ирландии уверенно прошёл действующего чемпиона Дин Цзюньхуэя, Нила Робертсонa и экс-чемпиона мира Шона Мёрфи, а в финале обыграл Фергала О’Брайена. На чемпионате Великобритании Стивен дошёл до финала, одолев с одинаковым счетом 9:5 всех соперников. Однако в финале его встретил Ронни О’Салливан, которому Магуайр уступил, 2:10. В итоге очень хорошая игра в сезоне позволила ему подняться на вторую строчку рейтинга.
В 2008 году Стивен сделал себе сразу два подарка на мартовском турнире China Open: он набрал 147 (второй в карьере) в полуфинале, а финал выиграл, заняв, таким образом, место среди обладателей четырёх и более рейтинговых титулов, а таковых, вместе со Стивеном Магуайром, всего двенадцать. Он прибыл одним из фаворитов в Шеффилд, однако, сумел пройти лишь в четвертьфинал, проиграв в напряжённейшем матче Джо Пэрри. И всё же, благодаря уверенным выступлениям в сезоне, он занял вторую ступень мирового рейтинга.

### Сезон 2008/09
Сезон 2008/09 сложился неоднозначно, но за счёт того, что в предыдущем сезоне Магуайр имел очень высокий результат, его официальный рейтинг остался тем же, правда, сезон начнётся с № 6 в предварительном рейтинге.

### Сезон 2009/10
Сезон начался с победы на первом турнире Pro Challenge Series (один из внесезонных турниров под эгидой WPBSA). В финале Магуайр обыграл Алана Макмануса со счётом 5:2 и получил чек на £5000. На остальных же турнирах, за исключением пригласительного Beijing International Snooker Challenge 2009, он не вышел даже в финал. А на чемпионате мира Магуайр уже в 1/8 финала проиграл Грэму Дотту со счётом 6:13. По результатам сезона шотландец занял 6 место в рейтинге.

### Сезон 2010/11
Хорошо выступил в серии Players Tour Championship, выйдя 2 раза в финал, что дало ему право участвовать в Гранд-Финале PTC в марте 2011. На чемпионате Великобритании сумел пройти в 1/4, обыграв на своем пути Кена Доэрти 9:6 и Марка Селби 9:7, но в четвертьфинале в упорной борьбе уступил Джону Хиггинсу 7:9. На Welsh Open 2011 Стивен вышел в финал, но снова уступил Хиггинсу, на этот раз со счётом 6:9. Последние два рейтинговых турнира сезона закончились для Магуайра в первом же раунде (в Крусибле он проиграл Барри Хокинсу); в итоге Стивен стал 8-м в официальном рейтинге.

## Стиль игры
Отношение Стивена Магуайра к животным лучше всего характеризует его стиль игры в снукер. Еще со школьных лет он держал у себя в комнате небольших акул, а теперь он души не чает в своих домашних питомцах — двух бульдогах. И действительно, агрессия — это одна из значительных составляющих игры шотландца. Магуайр, за исключением его неустойчивой игровой психики, является образцом снукериста в плане действий у стола: его подход к столу перед ударом неоднократно был отмечен комментаторами, как идеальный. Он входит в список снукеристов, набравших 100 и более сенчури-брейков.
Для Магуайра характерна игра с открытым воротом сорочки. Официальное разрешение играть в профессиональном туре без бабочки Магуайр получил благодаря справке от врача в связи с проблемами кожи шеи.
Казусная ситуация случилась, когда перед матчем с Шоном Мёрфи Магуайр забыл мелок в раздевалке. Магуайр попросил разрешения у судьи сходить за мелком, а когда вернулся, узнал, что ему засчитано поражение во фрейме. Для того чтобы избежать такого наказания, Магуайру необходимо было сделать хотя бы первый удар. Несмотря на поражение во фрейме, Стивен Магуайр выиграл встречу со счётом 5:2.[значимость факта?]

## Личная жизнь
Стивен Магуайр перенёс операцию по лазерной коррекции зрения, поскольку никак не мог привыкнуть к специальным очкам, а играть без них ему было уже непросто.

## Победы

### Рейтинговые турниры
- European Open — 2004
- Чемпионат Великобритании — 2004
- Трофей Северной Ирландии — 2007
- Открытый чемпионат Китая — 2008
- Welsh Open — 2013

### Нерейтинговые турниры
- Pro Challenge Series — 2009

## Финалы турниров

### Финалы Рейтинговых турниров: 11 (5 побед, 6 поражений)
| Легенда                        |
| Чемпионат мира (0-0)           |
| Чемпионат Великобритании (1-1) |
| Прочие (4-5)                   |

| Результат | №  | Год  | Турнир                    | Соперник по финалу | Счёт |
| --------- | -- | ---- | ------------------------- | ------------------ | ---- |
| Чемпион   | 1. | 2004 | European Open             | Джимми Уайт        | 9–3  |
| Финалист  | 1. | 2004 | British Open              | Джон Хиггинс       | 6–9  |
| Чемпион   | 2. | 2004 | Чемпионат Великобритании  | Дэвид Грэй         | 10–1 |
| Чемпион   | 3. | 2007 | Трофей Северной Ирландии  | Фергал О’Брайен    | 9–5  |
| Финалист  | 2. | 2007 | Чемпионат Великобритании  | Ронни О’Салливан   | 2–10 |
| Чемпион   | 4. | 2008 | Открытый чемпионат Китая  | Шон Мерфи          | 10–9 |
| Финалист  | 3. | 2011 | Открытый чемпионат Уэльса | Джон Хиггинс       | 6–9  |
| Финалист  | 4. | 2012 | German Masters            | Ронни О'Салливан   | 7–9  |
| Финалист  | 5. | 2012 | Открытый чемпионат Китая  | Питер Эбдон        | 9–10 |
| Чемпион   | 5. | 2013 | Открытый чемпионат Уэльса | Стюарт Бинэм       | 9–8  |
| Финалист  | 6. | 2017 | Рига Мастерс              | Райан Дэй          | 2–5  |
| Финалист  |    | 2019 | Чемпионат Великобритании  | Динь Цзюнхуэй      | 6-10 |

### Финалы Низкорейтинговых турниров: 6 (3 победы, 3 поражения)
| Результат | №  | Год  | Турнир                                  | Соперник по финалу | Счёт |
| --------- | -- | ---- | --------------------------------------- | ------------------ | ---- |
| Финалист  | 1. | 2010 | Players Tour Championship — Этап 1      | Марк Уильямс       | 0–4  |
| Финалист  | 2. | 2010 | Euro Players Tour Championship — Этап 4 | Стивен Ли          | 2–4  |
| Чемпион   | 1. | 2012 | Players Tour Championship — Этап 12     | Джо Пэрри          | 4–2  |
| Чемпион   | 2. | 2012 | Players Tour Championship — Этап 2      | Джек Лисовски      | 4–3  |
| Финалист  | 3. | 2012 | Players Tour Championship — Этап 3      | Мартин Гоулд       | 3–4  |
| Чемпион   | 3. | 2014 | Players Tour Championship — Этап 5      | Мэттью Селт        | 4–2  |

### Финалы Не Рейтинговых турниров: 4 (2 победы, 2 поражения)
| Результат | №  | Год  | Турнир                               | Соперник по финалу | Счёт |
| --------- | -- | ---- | ------------------------------------ | ------------------ | ---- |
| Финалист  | 1. | 2003 | Merseyside Professional Championship | Дэвис Марк         | 2–5  |
| Чемпион   | 1. | 2004 | Merseyside Professional Championship | Дэвис Марк         | 5–2  |
| Финалист  | 2. | 2009 | Beijing International Challenge      | Лян Вэньбо         | 6–7  |
| Чемпион   | 2. | 2009 | Pro Challenge Series — Этап 1        | Алан Макманус      | 5–2  |

### Финалы Пригласительных турниров: 1 (1 победа, 0 поражений)
| Результат | №  | Год  | Турнир                   | Соперник по финалу | Счёт |
| --------- | -- | ---- | ------------------------ | ------------------ | ---- |
| Чемпион   | 1. | 2009 | 6-red World Championship | Рики Уолден        | 8–7  |

### Финалы Любительских турниров: 1 (1 победа, 0 поражений)
| Результат | №  | Год  | Турнир                         | Соперник по финалу | Счёт |
| --------- | -- | ---- | ------------------------------ | ------------------ | ---- |
| Чемпион   | 1. | 2000 | Чемпионат мира среди любителей | Люк Фишер          | 11–5 |